# Koniokształtne
Koniokształtne (Hippomorpha) – podrząd ssaków z rzędu nieparzystokopytnych (Perrisodactyla).

## Systematyka
Do podrzędu należy jedna występująca współcześnie rodzina:
- Equidae J.E. Gray, 1821 – koniowate

Opisano również rodzinę wymarłą:
- Palaeotheriidae Bonaparte, 1850

Rodzaj wymarły o niepewnej pozycji systematycznej:
- Cymbalophus Hooker, 1984 – jedynym przedstawicielem był Cymbalophus cuniculus (R. Owen, 1842)